# Крингстад, Анникен
Анникен Крингстад (швед. Annichen Kringstad; 15 июля 1960, Осло, Норвегия) — шведская ориентировщица, многократная чемпионка мира по спортивному ориентированию.
Несмотря на то, что Анникен родилась в Норвегии все спортивные достижения этой спортсменки связаны со Швецией. Именно за сборную Швеции Анникен выступала на трех чемпионатах мира с 1981 по 1985 годы. Показав на трех подряд чемпионатах мира максимальный результат — шесть золотых медалей из шести возможных — Анникен можно поставить в один ряд с величайшими ориентировщицами всех времен. Больше медалей чемпионатов мира высшей пробы завоевала только швейцарка Симона Ниггли-Лудер — 14 (февраль 2009). Однако, надо иметь в виду, что в отличие от чемпионатов мира 80-х годов, сейчас проводятся не одна индивидуальная гонка, а три и чемпионаты мира проходят ежегодно.
После того, как Анникен Крингстад выиграла третий свой чемпионат мира она закончила спортивную карьеру. Ей было всего 25 лет.
Выступала за скандинавские клубы спортивного ориентирования Säffle OK, OK Ravinen и Stora Tuna IK.
В 1981 году за свои достижения она была отмечена золотой медалью (швед. Svenska Dagbladets guldmedalj) — аналог звания спортсмен года Швеции.
Именно Анникен Крингтад называют одним из главных популяризаторов спортивного ориентирования в восьмидесятых годах в Швеции.